# Tumča
Tumča (rus. Тумча; fin. Tuntsajoki) je rijeka na jugu poluotoka Kola u Murmanskoj oblasti, Rusija. Duga je 16 km, s površinom porječja od 5240 km2. Rijeka nastaje sutokom rijeka Kutsajoki i Tuntsajoki i ulijeva se u akumulacijsko Jovsko jezero iz kojeg istječe rijeka Kovda.
Porječje rijeke Tumče obuhvaća krajnji sjever Karelije i dio regije Murmansk, dijelom i unutar Arktičkog kruga.
Rijeka ima niz atraktivnih brzaca, a na obalam se može naći obilje gljiva i bobičastog voća.

## Vanjske poveznice
|  | Zajednički poslužitelj ima još gradiva o temi Tumča |